# Антиохийское княжество
Княжество Антиохия (лат. Principatus Antiochiae, фр. Principauté d'Antioche, итал. Principato d'Antiochia, арм. Անտիոքի դքսություն) — второе из христианских государств, основанных крестоносцами во время 1-го крестового похода на территории современных Сирии и Турции. Государство образовано в 1098 году после завоевания Антиохии Боэмундом I Тарентским.
В начале XII века княжество находилось в вассальной зависимости от Византии, а с 1119 года — от Иерусалимского королевства. В состав княжества входила территория, располагавшаяся между средиземноморским побережьем современной Сирии и рекой Евфрат, в первой половине XII века в его состав входила также Равнинная Киликия. Князь Антиохии был сюзереном графства Эдесса (до 1144 года), а с 1163 года — графства Триполи, с которым в 1207 году Антиохия была объединена Боэмундом IV.
В 1268 году княжество было завоёвано мамлюкским султаном Бейбарсом и прекратило существование, однако титул «князь Антиохии» продолжали носить графы Триполи до его завоевания в 1287 году.

## Основание

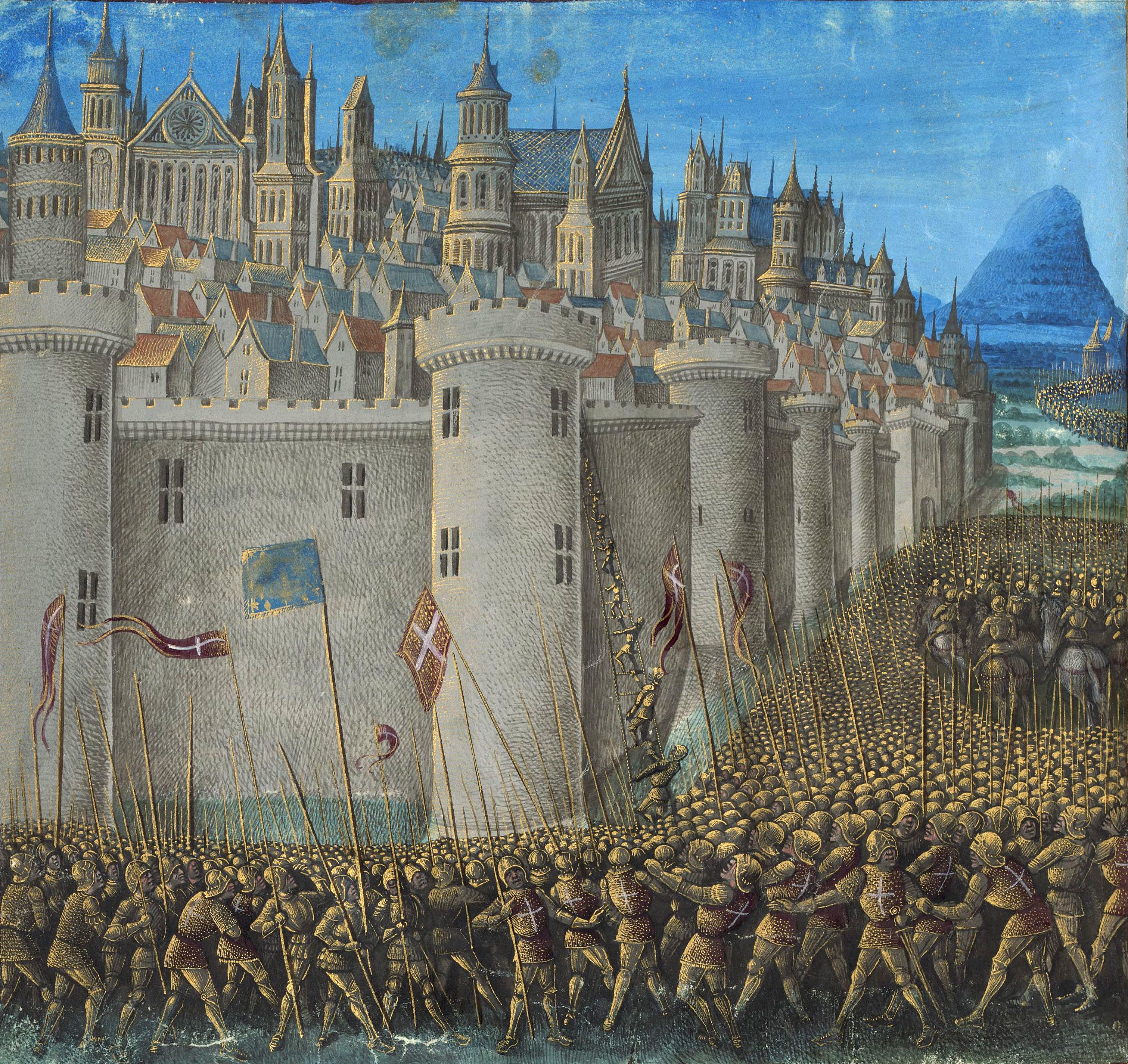
Осада крестоносцами Антиохии в 1097—1098 годах. Миниатюра Жана Коломба из книги Себастьена Мамро «Походы французов за море против турок, сарацин и мавров» (1474).

Пока Балдуин Булонский и Танкред Тарентский пребывали в Киликии и Месопотамии, где Балдуином было основано графство Эдесское, остальные крестоносцы продолжали наступление на юг и 21 октября 1097 года под предводительством Боэмунда Тарентского осадили Антиохию. Город, толстые стены которого были надёжно укреплены четырьмя сотнями башен, оказался поистине неприступным, и осада продлилась всю зиму 1098 года.

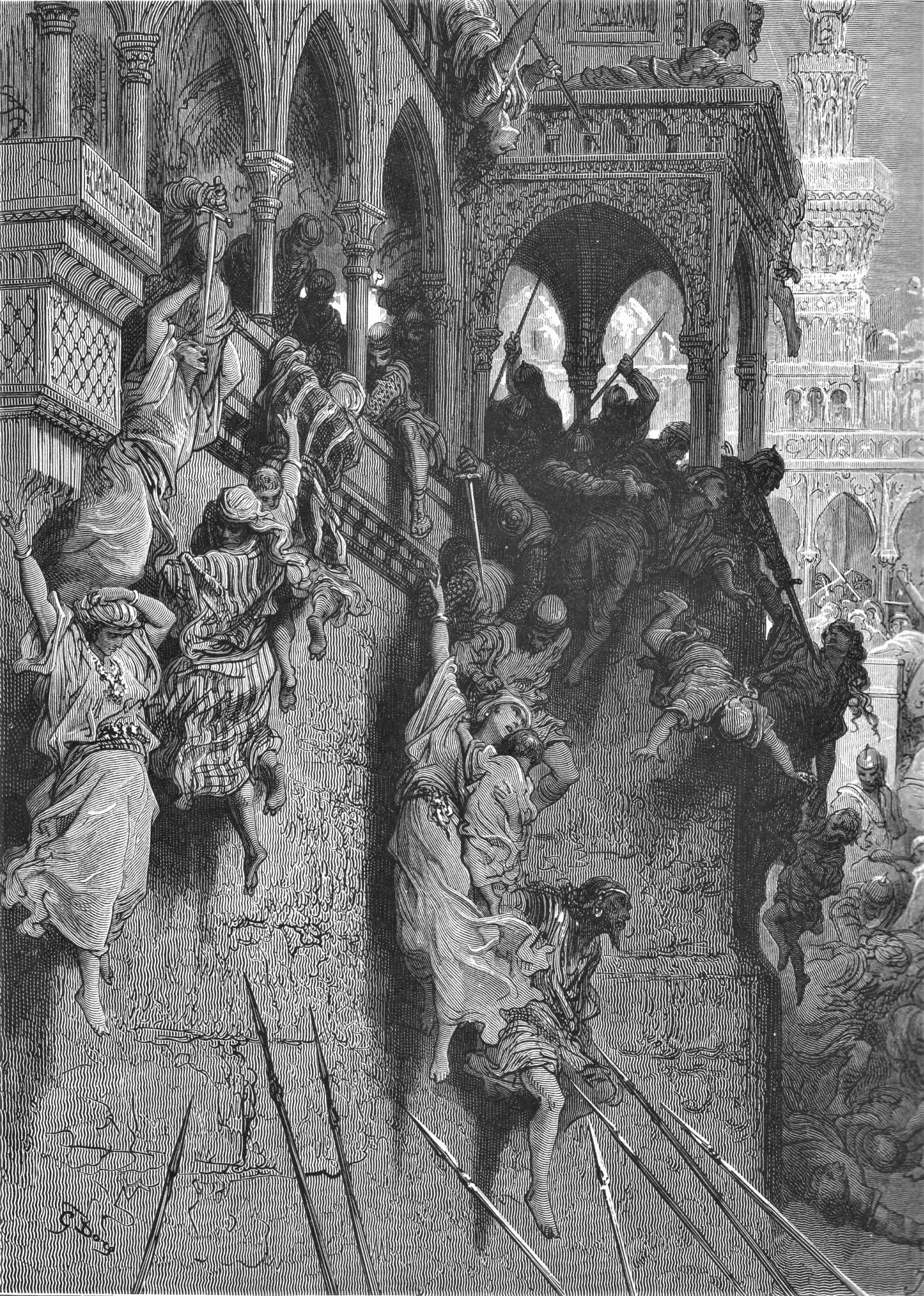
Резня в Антиохии (рисунок Доре)

Воины, как писал в письме супруге Адели Стефен Блуаский, «в течение всей зимы страдали ради нашего Господа Христа от непомерного мороза и страшных ливней». Затем в лагеря крестоносцев пришли болезни и голод. Положение христиан было настолько отчаянное, что по свидетельству очевидцев-хронистов, они были вынуждены пустить на мясо собственных лошадей. Существуют записи о том, что иногда дело доходило до каннибализма и голодающие воины поедали тела своих умерших товарищей.
В конце концов Боэмунд нашёл выход. Он подговорил воина из гарнизона Антиохии, бывшего христианина по имени Фируз (историк Ибн ал-Асир приводит другое имя — Рузбих) открыть городские ворота, и 3 июня 1098 года, спустя 8 месяцев после начала осады, крестоносцы вошли в Антиохию. Несколько дней в городе продолжалась кровавая резня, а через четыре дня к стенам Антиохии прибыла мусульманская армия под предводительством мосульского атабека Кербоги и в свою очередь осадила город. Император Византии Алексей Комнин собирался сначала оказать крестоносцам помощь, но услышав, будто бы мусульмане отбили город, развернул войска обратно.
Атаку мусульман удалось отбить только благодаря чуду. После того, как по предсказанию марсельского монаха Пьера Бартелеми в церкви Св. Петра было обнаружено копьё, которым, по легенде, было прободено ребро распятого Иисуса, крестоносцев, истощённых за долгие месяцы безрезультатной осады, охватило такое рвение, что им удалось обратить Кербогу в бегство и перебить значительную часть его армии. Далее начались споры о том, кому достанется право управлять городом, и в конце концов князем Антиохии стал Боэмунд Тарентский.

## Ранняя история
Князь Боэмунд в 1101 году попал в плен к сельджукскому эмиру Сиваса, Данишменд Гази и провёл в плену два года. В это время княжеством управлял его племянник Танкред. Он значительно раздвинул границы княжества, воспользовавшись разногласиями среди мусульман и захватив византийские города Латакию и Тарсус.
Боэмунд вернулся из плена в 1103 году, но спустя два года, после поражения при Харране, отбыл в Италию набирать новую армию, и вновь назначил Танкреда регентом Антиохии. Вернувшись с новыми силами на Восток, Боэмунд в 1107 году напал на Византию, но потерпел поражение и был вынужден в следующем году заключить с Алексеем Комнином унизительный Девольский договор, согласно которому он признавал себя вассалом Византии, а после его смерти княжество должно было отойти императору. Вскоре Боэмунд вновь отправился в Италию, оставив во главе княжества Танкреда, где умер в 1111 году.
После смерти Боэмунда Византийская империя потребовала выполнить условия договора, но Танкред Тарентский при поддержке графа Триполи и короля Иерусалима ответил отказом. Фактически Танкред был единственным из лидеров 1-го крестового похода, кто не давал клятву возвратить завоёванные земли Византии (хотя никто из поклявшихся все равно не сдержал слово). После его смерти в 1112 году княжество унаследовал Боэмунд II, сын Боэмунда Тарентского и Констанции, дочери французского короля Филиппа I. Так как юному князю было на тот момент всего три года, регентом Антиохии был назначен родственник Танкреда, Рожер Салернский, в 1113 году успешно отразивший нападение сельджуков.
28 июня 1119 года Рожер пал в битве на Кровавом поле и Антиохия стала вассальным княжеством Иерусалимского королевства под регентством Балдуина II.
Боэмунд II в 1126 году в возрасте восемнадцати лет женился на дочери иерусалимского короля, Алисе де Бурк. Он правил Антиохией на протяжении коротких четырёх лет, а после его смерти княжество унаследовала его четырёхлетняя дочь Констанция. Некоторое время регентом Антиохии снова был Балдуин II, но в 1131 году он скончался и власть перешла к его дочери Мелисанде и её мужу Фульку Анжуйскому. В 1136 году наследница Антиохии Констанция в возрасте десяти лет была выдана замуж за Раймунда де Пуатье, который был в три раза старше своей юной жены.
Подобно своим предшественникам, Раймунд делал попытки продолжить экспансию на территории византийской провинции Киликия. Однако на сей раз ему оказал серьёзное сопротивление император Иоанн II Комнин, который в 1137 году принудил Раймунда принести ему клятву верности. Однако эта клятва осталась формальной. В 1142 году Иоанн умер, так и не осуществив своих планов по отвоеванию захваченных крестоносцами земель.

## Антиохия подсюзеренитетомВизантии
Во время 2-го крестового похода, вскоре после падения Эдессы (1144), Антиохия была атакована армией атабека Алеппо Нур ад-Дина Махмуда, в результате чего были потеряны восточные территории княжества. После гибели Раймунда де Пуатье в 1149 году в сражении при Инабе регентом княжества на время, пока овдовевшая Констанция не вышла в 1153 году замуж за Рено де Шатильона, был иерусалимский король Балдуин III.
Рено в 1158 году заключил с императором Мануилом I мирное соглашение, согласно которому Антиохия становилась вассальной территорией Византии и обязалась поставлять воинов для службы в византийских войсках. И хотя этот договор ставил крестоносцев в не слишком выгодное подчинённое положение, предполагалось, что дружба с могущественной Византией защитит княжество от нападения Нур ад-Дина.
В 1160 году Рено де Шатильон попал в плен к мусульманам (он оставался в их руках на протяжении шестнадцати лет и так никогда и не вернулся в Антиохию), и регентом княжества стал патриарх Антиохии Эмери Лиможский. 24 декабря 1161 года византийский император Мануил I, желая после смерти супруги жениться на одной из дочерей христианских правителей, взял в жены дочь Констанции Марию.
К тому времени сын Констанции достиг совершеннолетия и заявил матери о своих правах на престол. Констанция не захотела уступать власть и в 1163 году обратилась за поддержкой в Киликию, однако жители Антиохии взбунтовались, изгнали Констанцию, а Боэмунд III стал князем. В 1164 году во время битвы при Хариме Боэмунд попал в плен к Нуреддину, после чего граница между Антиохией и Алеппо переместилась и стала проходить по реке Оронт. После того, как в 1165 году за Боэмунда был уплачен огромный выкуп, он вернулся в Антиохию и вскоре женился на одной из племянниц Мануила I.
После смерти Мануила I в 1180 году союз Антиохии и Византии, на протяжении двадцати лет надёжно защищавший территории княжества от вторжения мусульман, распался. Тем не менее Антиохия при помощи итальянского флота благополучно пережила нападение Саладина на Иерусалимское королевство (1187). Княжество Антиохия — равно как и графство Триполи — не принимало участия в 3-м крестовом походе и соприкоснулось с ним лишь косвенно, когда в 1190 году в город пришли остатки армии Фридриха Барбароссы, чтобы похоронить тело великого короля.
В 1201 году Боэмунд III умер. Право наследования престола стали оспаривать его сын граф Триполи, которого тоже звали Боэмунд, и внук Раймунд Рупен, по матери, армянской принцессе Алисе, приходившийся внуком королю Киликии Левону II.
В 1207 году Боэмунд наконец был провозглашён князем Антиохии под именем Боэмунда IV и правил княжеством до своей смерти в 1233 году (с трёхлетним перерывом с 1216 по 1219 года, когда власть находилась в руках Раймунда Рупена). Боэмунду наследовал сын Боэмунд V, один из предводителей 5-го, 6-го и 7-го крестовых походов.

## Падение княжества
В 1254 году Боэмунд VI, сын Боэмунда V, женился на армянской принцессе Сибилле, положив конец конфликтам между двумя государствами. Тем не менее Антиохия переживала последние дни своего существования. В разгоревшемся между мамлюками и монголами конфликте Антиохия и Киликийская Армения были на стороне последних, а Антиохия даже заключила с монголами вассальный союз. Поэтому после поражения войск хана Хулагу в битве при Айн-Джалуте (1260 год) Антиохия попала под угрозу нападения мамлюкского султана Бейбарса.
Эта угроза воплотилась в реальность в 1268 году, когда Бейбарс взял Антиохию и подчинил себе северные территории Сирии. Спустя 23 года пала Акра, и государства крестоносцев на Востоке прекратили своё существование. Титул князя Антиохии более не был поддержан правами на территории и отошёл королям Кипра. Периодически титул жаловали в награду младшим отпрыскам королевских семей.

## География и население
Княжество Антиохия было третьим по величине по сравнению с другими государствами крестоносцев в Леванте (ему уступало только графство Триполи). Княжество занимало северо-восточное побережье Средиземного моря, гранича с Киликийским царством и графством Эдесским на севере и с графством Триполи на юге.
Коренное население княжества было довольно разнообразным. Значительную его часть составляли армяне, которых можно было встретить как в самой Антиохии, так и в других городах и деревнях. На основании имеющихся многочисленных свидетельств было даже высказано предположение, что они были самой многочисленной этнической группой. Вторыми по численности были сирийцы христиане, которые на состояли из двух христианских общин: яковитов, говорящих по арамейски, и православных (также называемых мелькитами), говорящих по арабски. Когда в 1144 году пало графство Эдесса и в окрестностях Малатьи становилось всё более небезопасно, многие яковиты стали искать убежище в городах княжества. Это привело, среди прочего, к распространению почитания мара Бар Саума, в честь которого в 1156 году пара франкских жертвователей возвела церковь. Первым настоятелем был монах из монастыря мара Бар Саума, с которым церковь поддерживала тесные связи.
Кроме того, в столице, на юге и, вероятно, на востоке княжества были также небольшие мусульманские общины. Они редко упоминаются в антиохийских хартиях, что затрудняет оценку их численности. Другими меньшинствами были греки (ромеи) и евреи.
Подавляющее большинство крестоносцев, поселившихся в Антиохии, были родом из Нормандии и южной Италии.

## Правители Антиохии
- Боэмунд I: 1098—1111
  - Танкред Тарентский (регент): 1100—1103; 1105—1112
- Боэмунд II: 1111—1130
  - Рожер, князь Салерно (регент): 1112—1119
  - Балдуин II (король Иерусалима, регент): 1119—1126; 1130—1131
- Констанция: 1130—1163
  - Фульк, король Иерусалима (регент): 1131—1136
- Раймунд де Пуатье: 1136—1149 (через брак)
- Рено де Шатильон: 1153—1160 (через брак)
- Боэмунд III: 1163—1201
- Боэмунд IV: 1201—1216
- Раймунд Рупен: 1216—1219
- Боэмунд IV (вторично): 1219—1233
- Боэмунд V: 1233—1252
- Боэмунд VI: 1252—1268
- В 1268 году Бейбарс I взял Антиохию
- Боэмунд VII: 1275—1287
- В 1287—1288 годах — республика (коммуна)
- Люсия: 1288—1289